# Petroica australis
La petroica de la isla Sur o petroica neozelandesa (Petroica australis) es una especie de pequeña ave paseriforme de la familia Petroicidae, endémica de Nueva Zelanda. En inglés se le llama "South Island Robin" y en maorí "toutouwai".

## Taxonomía
Tiene descritas dos subespecies:

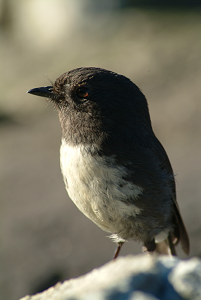
Petroica australis australis

- P. a. australis Sparrman, 1788 Isla Sur
- P. a. rakiura Fleming, 1950  Isla Stewart

La subespecie longipes es considerada como una especie diferente y esto ya ha sido asumido por los principales organismos de protección e investigación de la naturaleza, y por el departamento de conservación de Nueva Zelanda.

## Descripción
Es un pájaro pequeño de unos 18 cm de largo y unos 35 gramos de peso. De plumaje gris-gris oscuro por encima y más pálido por debajo. Tiene largas patas y una postura erguida.
Las subespecies tienen cada una un diferente patrón de plumaje:
- Los machos de la Isla Sur son más claros, con un claro contraste, en sus partes inferiores, entre la garganta oscura y el pecho y vientre blancos.La hembra y los juveniles son parecidos, pero más grises por debajo con algunas manchas blancas en el pecho.[4]

- Los ejemplares de la Isla Stewart son similares a los de la Isla Norte.[4]

El macho tiene un canto claro y fuerte, normalmente descendente. Varía regionalmente. Su reclamo es un suave "chirp".  Entre agosto y diciembre cambian su canto a uno más completo a causa de ser la época de reproducción.

## Distribución y hábitat
Es endémico de Nueva Zelanda. Su distribución actual es un puzle de pequeñas piezas: algunas donde es frecuente, otras donde es escaso y otras donde ha desaparecido. Cuando los colonos europeos se asentaron allí era una especie que se distribuía por prácticamente todo el territorio.
En la Isla Sur se distribuye por casi toda la zona norte y oeste.
En la Isla Stewart es bastante común.
Se les encuentra sobre todo en bosques nativos maduros de hayas y de podocarpos; y también en matorrales de kanuka y manuka.

## Conservación
Las subespecies de la Isla Sur no está amenazada, pero la subespecie rakiura de la isla Stewart se considera a nivel nacional como vulnerable, por los impactos que pueden causar a sus poblaciones los predadores introducidos. Toda la especie está protegida, como la mayor parte de las aves nativas neozelandesas.
Sus poblaciones han disminuido desde el asentamiento de los colonos europeos, y siguen disminuyendo, debido sobre todo a la deforestación llevada a cabo en las tierras bajas y la introducción de predadores.

## Comportamiento
Son aves extraordinariamente confiadas. Son territoriales, en especial en la época de cría. Cuando se muestran agresivos, generalmente con otros pájaros, erizan las plumas de su cabeza; y cuando se encuentran con otras especies (también humanos) a menudo muestran el punto blanco de su frente.

### Alimentación
Su dieta se basa sobre todo en invertebrados: arañas, lombrices, escarabajos, e incluso cicadas. En verano y otoño añade a su alimentación frutas.
La mayor parte de su alimentación la consiguen en el suelo, ya que muy raramente cazan al vuelo. Suelen percharse en una rama, roca o tocón bajo y desde ahí se lanzan a por su presa.

### Reproducción

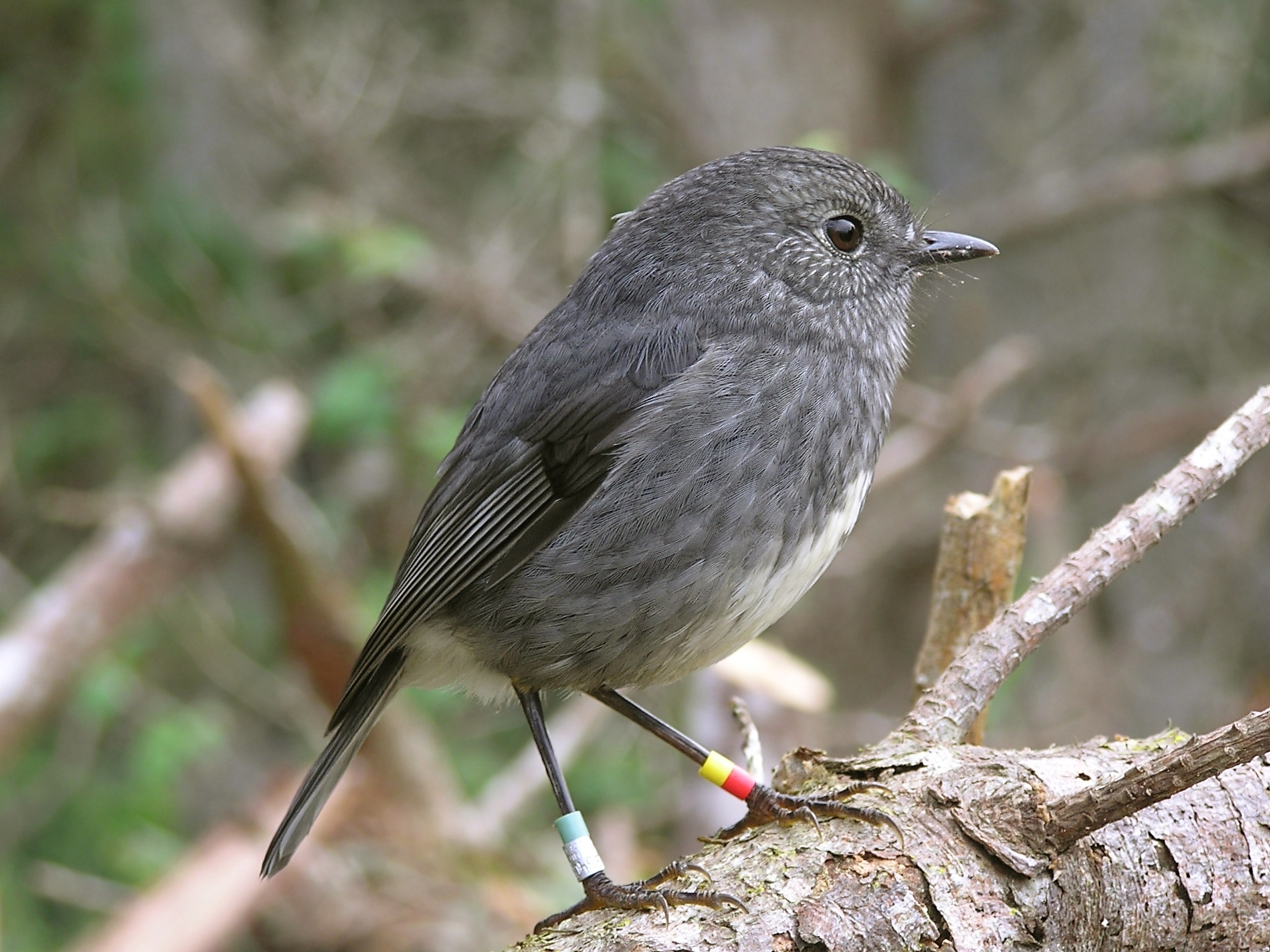
Petroica australis longipes

Petroica australis llega a la madurez sexual al año de edad. El celo comienza en julio cuando el macho comienza a traer comida a las hembras. La hembra construye el nido en unos cinco días. El nido está hecho de ramitas, hierbas, musgo, cortezas, y unido con telarañas; aunque en muchas ocasiones usan un nido viejo de algún otro pájaro. Suelen construirlo en la horquilla de un árbol, no muy lejos del tronco.
La época de reproducción dura de julio a enero, tiempo en el que sacan adelante hasta cuatro nidadas, y si alguna de ellas falla, pueden llegar a poner hasta seis veces. Las puestas son de 2 a 4 huevos. Estos son de color crema, con puntos marrones. La incubación dura entre 17 y 19 días. La hembra es la única encargada de esto, en este tiempo, el macho se ocupa de alimentarla. Lo pollos tardan entre 19 y 21 días en independizarse, aunque siguen siendo alimentados por los padres (sobre todo por el macho) entre 25 y 50 días después de su emancipación.

## Miscelánea
- En Nueva Zelanda se emitió un sello postal con su imagen.[11]
- Ocupa un nicho ecológico similar al que ocupa el petirrojo en Europa.[10]